# Ornithocephalus myrticola
Ornithocephalus myrticola är en orkidéart som beskrevs av John Lindley. Ornithocephalus myrticola ingår i släktet Ornithocephalus och familjen orkidéer. Inga underarter finns listade i Catalogue of Life.